# レス・バクスター
レス・バクスター（Les Baxter、1922年3月14日 - 1996年1月15日）はアメリカ合衆国テキサス州生まれの作曲家、編曲家、指揮者である。マーティン・デニーと並び、エキゾチカ（エキゾチック・サウンド）を代表する存在である。
デトロイト音楽学校にてピアノを学ぶが、サックス奏者として各地で演奏し、スウィングバンドのアレンジャーも務めた。
1950年代からムードミュージックや映画音楽を手がけ始める。
アルバム『RITUAL OF THE SAVAGE』収録の「QUIET VILLAGE」はマーティン・デニーのバンドのレパートリーにも取り入れられ、エキゾチック・ミュージックのスタンダードとなり様々なミュージシャンにカヴァーされている。
1960年代、彼はスーツ姿で保守的なフォーク・グループ、バラディアーズを結成し、若き日のデヴィッド・クロスビーをフィーチャーしたこともあった、バラディアーズには先にクロスビーの兄であるイーサンが参加していた。後に彼は、そのグループと同じシンガーの何人かをザ・フォーラムというスタジオ・プロジェクトに起用した。彼らは1967年、フィル・スペクターが開発したウォール・オブ・サウンドの手法を取り入れた「The River Is Wide」をマイナー・ヒットさせた。ラジオでは『The Halls of Ivy』や『Bob Hope』、『Abbott and Costello』の音楽監督を務めた。
バクスターは1960年代から1970年代にかけて映画界で活躍。B級映画スタジオのアメリカン・インターナショナル・ピクチャーズで映画音楽を担当し、ロジャー・コーマン監督の『アッシャー家の惨劇』、『恐怖の振子』、『忍者と悪女』などのエドガー・アラン・ポー原作のホラー映画や、『ビーチ・パーティ/やめないで、もっと!』やフランキー・アヴァロン主演の『ムキムキ・ビーチ』などのビーチパーティ映画の音楽を作曲した。また、1970年のホラー映画『バンシーの叫び』では、AIPがウィルフレッド・ジョセフスのオリジナルスコアを却下したため、劇場公開用に新しいスコアを作曲した。ハワード・W・コッチは、バクスターが『イエロー・トマホーク』（1954年）の全楽曲の作曲、オーケストレーション、レコーディングを3時間、5,000ドルで行ったと回想している。
1980年代にサウンドトラックの仕事が落ち込むと、彼はシーワールドなどのテーマパークの音楽を担当した。
バクスターはカリフォルニア州ニューポートビーチで73歳で死去。カリフォルニア州コロナ・デル・マーのパシフィック・ビュー・メモリアル・パークに埋葬された。

## フィルモグラフィー（抜粋）
| - 悪魔の生体実験 (1956) - 復讐の街 (1956) - Wetbacks (1956) - A Woman's Devotion (1956) - Voodoo Island (1957) - Pharaoh's Curse (1957) - Untamed Youth (1957) - The Invisible Boy (1957) - 宇宙への冒険 (1957) - ローン・レンジャー 失われた黄金郷 (1958) - 荒野の悪魔 (1958) - Macabre (1958) - アッシャー家の惨劇 (1960) - 恐怖の振子 (1961) - 空飛ぶ戦闘艦 (1961) - 性本能と原爆戦 (1962) - 黒猫の怨霊 (1962) - ヤング・レーサー (1963) - 忍者と悪女 (1963) - The Comedy of Terrors (1963) - X線の眼を持つ男 (1963) - ビーチ・パーティ/やめないで、もっと! (1963) - ムキムキ・ビーチ (1964) - ビキニ・ビーチ (1964) | - パジャマ・パーティ (1964) - ビンゴ・パーティ (1965) - ビキニガール・ハント (1965) - 爆笑！ミサイル大騒動／能無し軍曹 (1965) - ビキニマシン (1965) - ヘブンリービキニ (1966) - Fireball 500 (1966) - 狂った青春 (1968) - 地獄の暴走 (1968) - ターゲット・ハリー (1969) - Hell's Belles (1969) - デンジャー (1969) - H・P・ラヴクラフトのダンウィッチの怪 (1970) - バンシーの叫び (1970) - 吸血の群れ (1972) - 処刑男爵 (1972 - US soundtrack) - 脱出！処刑の島 (1973) - The Devil and LeRoy Bassett (1973) - セクシー・ソルジャーズ (1974) - スウィッチブレイド・シスターズ (1975) - Born Again (1978) - 戦慄！呪われた夜 (1982) - Lightning in a Bottle (1993) |

## Discography
| Year | Title                                      | Note |
| ---- | ------------------------------------------ | ---- |
| 1947 | MUSIC OUT OF THE MOON                      |      |
| 1948 | PEFUME SET TO MUSIC                        |      |
| 1951 | ARTHUR MURRAY'S FAVORITES - TANGO'S        |      |
| 1951 | RITUAL OF THE SAVAGE                       |      |
| 1953 | FESTIVAL OF THE GNOMES                     |      |
| 1954 | THINKING OF YOU                            |      |
| 1954 | THE PASSIONS                               |      |
| 1955 | ARTHUR MURRAY'S FAVORITES - MODERN WALTZES |      |
| 1955 | KALEIDOSCOPE                               |      |
| 1956 | TAMBOO                                     |      |
| 1956 | CARIBBEAN MOONLIGHT                        |      |
| 1957 | ROUND THE WORLD WITH LES BAXTER            |      |
| 1957 | SKINS                                      |      |
| 1957 | MIDNIGHT ON THE CLIFFS                     |      |
| 1957 | PORTS OF PLEASURE                          |      |
| 1958 | SPACE ESCAPE                               |      |
| 1958 | SOUTH PACIFIC                              |      |
| 1958 | CONFETTI                                   |      |
| 1958 | LOVE IS A FABULOUS THING                   |      |
| 1959 | AFRICAN JAZZ                               |      |
| 1959 | JUNGLE JAZZ                                |      |
| 1959 | WILD GUITARS                               |      |
| 1960 | THE SPACE IDOL                             |      |